# Costatoverruca xanthia
Costatoverruca xanthia är en kräftdjursart som först beskrevs av Henry Augustus Pilsbry 1916.  Costatoverruca xanthia ingår i släktet Costatoverruca och familjen Verrucidae.

## Underarter
Arten delas in i följande underarter:
- C. x. insculpta
- C. x. xanthia